# 帕拉西奥斯德尔西尔
帕拉西奥斯德尔西尔，是西班牙卡斯蒂利亚-莱昂莱昂省的一个市镇。 总面积209平方公里，总人口1397人（001年），人口密度7人/平方公里。